# Poulangy

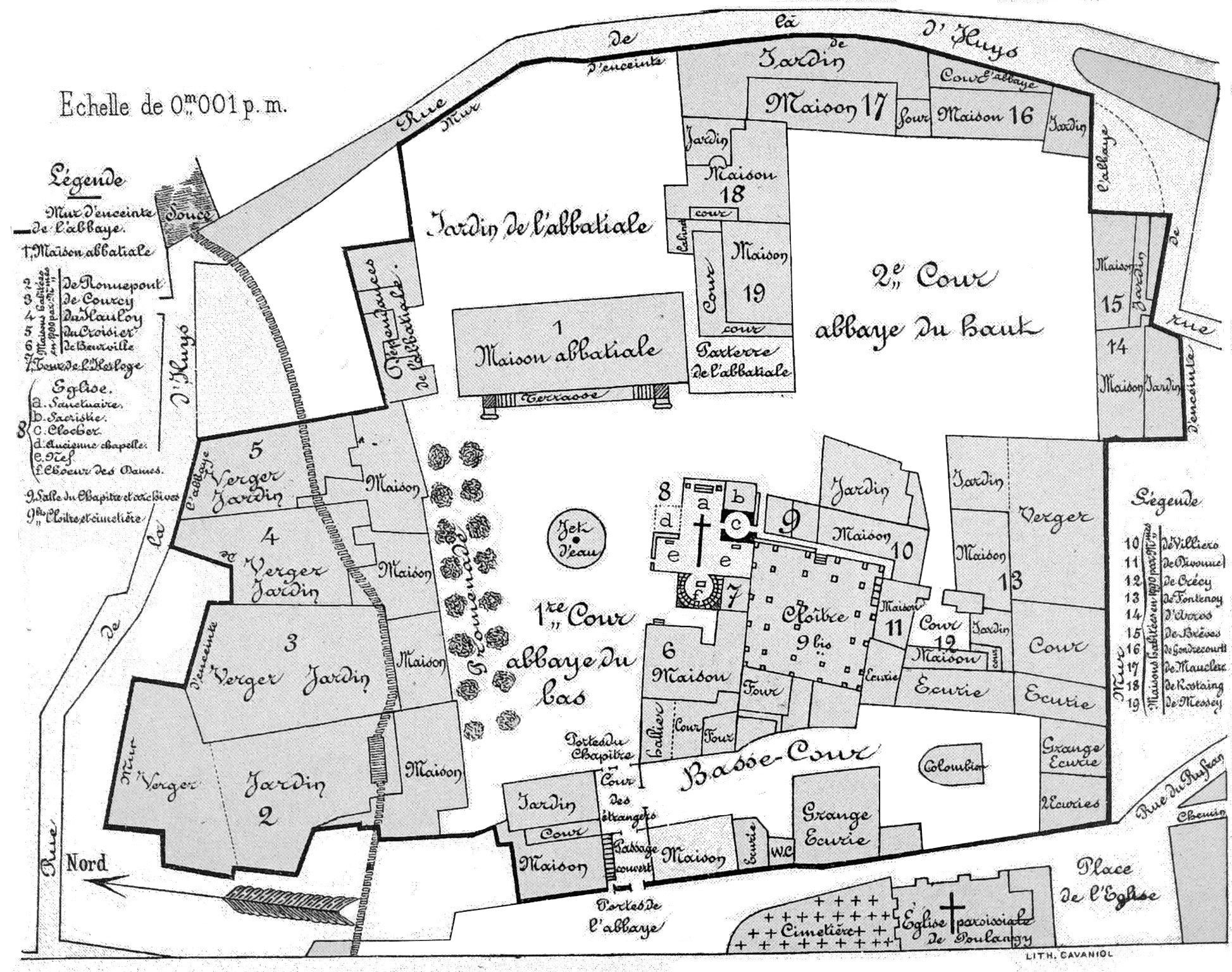
Planskizze der ehemaligen Abtei (1789)

Poulangy ist eine französische Gemeinde mit 358 Einwohnern (Stand: 1. Januar 2022) im Département Haute-Marne in der Region Grand Est. Die Bewohner werden Poulangeois und Poulangeoises genannt.

## Lage und Klima
Der Ort Poulangy liegt am Flüsschen Traire in der wasserreichen Landschaft der Bassigny etwa auf halber Strecke zwischen Chaumont (ca. 20 Kilometer nordwestlich) und Langres (ca. 26 Kilometer südlich) auf einer Höhe von ca. 300 m. Das Klima ist mild bis gemäßigt; Regen (ca. 770 mm/Jahr) fällt übers Jahr verteilt.

## Geschichte
Beim Ort wurden Gräber aus gallorömischer Zeit entdeckt. Im 11. Jahrhundert gründeten die Benediktinerinnen hier ein Frauenkloster, welches von 1110 bis 1233 vorübergehend dem Zisterzienserorden angehörte. Später wurde es eine königliche Abtei (abbaye royale).

### Bevölkerungsentwicklung
| Jahr                       | 1800 | 1851 | 1901 | 1954 | 1999 | 2019 |
| -------------------------- | ---- | ---- | ---- | ---- | ---- | ---- |
| Einwohner                  | 644  | 780  | 584  | 476  | 418  | 367  |
| Quellen: Cassini und INSEE |      |      |      |      |      |      |

Wegen der durch die Reblauskrise im Weinbau ausgelösten Landflucht zu Beginn des 20. Jahrhunderts und der zunehmenden Mechanisierung der Landwirtschaft ging die Einwohnerzahl der Gemeinde seit zweiten Hälfte des 19. Jahrhunderts kontinuierlich zurück.

## Wirtschaft
Die Gemeinde Poulangy ist nahezu ausschließlich landwirtschaftlich orientiert; sie gehört zum Weinbaugebiet Haute-Marne. Im 19. und frühen 20. Jahrhundert bestand hier eine bedeutende Produktion von Messern.

## Sehenswürdigkeiten
- Die romanische Abtei Saint-Pierre wurde mitsamt ihrer Kirche und den Klostergebäuden während der Französischen Revolution nahezu vollständig zerstört.
- Gegenüber dem ehemaligen Eingang zur Abtei steht ein barocker Brunnen mit Brunnenbecken (Fontaine de la Dhuys).
- Die romanisch-gotische Pfarrkirche (Église de la Nativité-de-la-Vierge) wurde im 12./13. Jahrhundert gegenüber der Abtei errichtet und ist der Geburt Mariens geweiht. Der Glockenturm (clocher) ist eine Hinzufügung des 17. Jahrhunderts. Die Kirche ist seit dem Jahr 1913 als Monument historique klassifiziert.[2]
- Die Steinbrücke über die Traire besitzt drei Bögen. Sie wurde am ausgehenden 18. Jahrhundert errichtet und zwischen 1836 und 1840 restauriert. Die Brücke ist seit 1996 als Monument historique eingeschrieben.

## Persönlichkeiten
Ein gewisser Bertrand de Poulengy, geboren gegen 1392, gestorben nach 1456, war Begleiter von Jeanne d’Arc.